# Apollinaire et ses amis
Apollinaire et ses amis, également appelé Une réunion à la campagne ou La Noble Compagnie, est un portrait de groupe peint par Marie Laurencin en 1909. Cette peinture à l'huile sur toile représente Gertrude Stein, Fernande Olivier, Guillaume Apollinaire, Pablo Picasso, Marguerite Gillot, Maurice Cremnitz et l'artiste elle-même, notamment. Exposée au Salon des indépendants de 1909, elle est aujourd'hui conservée au Musée national d'Art moderne, à Paris. Le tableau, offert en de 1912, a appartenu à Apollinaire, mort en 1918, puis à la femme de celui ci, Jacqueline, née Kolb, qui le conservera dans son appartement, 202 boulevard Saint-Germain, jusqu'à son propre décès.

## Expositions
- Salon des indépendants de 1909, jardin des Tuileries, Paris, 1909 — n°949.
- Apollinaire critique d'art, Pavillon des Arts, Paris, 1993 — n°75.
- Apollinaire, le regard du poète, musée de l'Orangerie, Paris, 2016 — n°13.
- Le Cubisme, Centre national d'art et de culture Georges-Pompidou, Paris, 2018-2019.